# Два государства для двух народов
Два государства для двух народов — решение, предлагаемое в качестве рамочной концепции для урегулирования палестино-израильского конфликта. Предполагает создание между Иорданом и Средиземным морем арабского государства Палестина наряду с еврейским государством Израиль. Концепция основана на резолюции № 242 СовБеза ООН (1967) и кратко выражается формулой «территории в обмен на мир».
Обычно при этом предполагается, что арабские граждане Израиля смогут по собственному желанию остаться в Израиле либо переехать в палестинское государство и стать его гражданами. Возможность для евреев проживать в палестинском государстве, как правило, не предусматривается.

## История

### До возникновения Израиля
В 1937 г. комиссия Пиля предлагала создать еврейское государство на меньшей части территорий Подмандатной Палестины. Большинство территорий с преимущественным проживанием арабов, включая западный берег реки Иордан и сектор Газа, предлагалось присоединить к Трансиордании. Предложение было принято большинством еврейских лидеров и отклонено арабскими националистами Палестины, принципиально несогласными с возрождением в ней еврейского государства. Британское правительство в основном поддерживало позицию арабской стороны.
В 1947 г. недавно учреждённая ООН предложила план раздела Палестины на арабское и еврейское государства; Иерусалим и его окрестности должны были остаться под международным контролем. План был принят еврейскими лидерами и отклонён арабскими, которые в целом противились еврейскому присутствию в регионе.

### Арабо-израильская война 1947—1949 гг. и её итоги
Вскоре после этого началась Арабо-израильская война (1947—1949). В итоге около половины территорий, которые ООН предлагала выделить под арабское государство, а также Западный Иерусалим, вошли во вновь образованное государство Израиль.
При этом Западный берег р. Иордан, включая Восточный Иерусалим, был оккупирован, а в 1950 г. аннексирован Иорданией. Сектор Газа был оккупирован Египтом. Евреи на территориях бывшей Подмандатной Палестины, контролируемых арабскими странами, были полностью изгнаны или истреблены, их имущество конфисковано или уничтожено.
Другими результатами войны стали исход и изгнание из Израиля палестинских арабов-беженцев, а также исход и изгнание евреев из мусульманских стран. Лишившиеся дома евреи арабских стран смогли получить гражданство Израиля и других государств, но палестинским арабам-беженцам, по решению ЛАГ от 1952 г., было отказано в предоставлении гражданства всеми арабскими странами. Лишь палестинцы, оказавшиеся на Западном берегу р. Иордан, получили гражданство Иордании, аннексировавшей эту территорию. В структуре ООН палестинскими беженцами ведает отдельное агентство БАПОР, реализующее по отношению к ним особую политику.

### Арабо-израильский конфликт и Холодная война
Арабо-израильская война (1947—1949) совпала по времени с формированием геополитических блоков и началом Холодной войны, в ходе которой США и СССР рассматривали Ближний Восток, по выражению ряда историков, как часть «шахматной доски», где разворачивалась борьба сторон. После войны 1947—1949 г., США и НАТО поддерживали Израиль, а СССР и ОВД — антиизраильскую коалицию арабских стран и организаций.

### После Шестидневной войны 1967 г.
В результате Шестидневной войны 1967 г. сектор Газа и Западный берег р. Иордан перешли под контроль Израиля; помимо восстановления старых, началось строительство новых еврейских районов и поселений. СовБез ООН резолюцией № 242 потребовал от Израиля вывода войск и отмены итогов войны.
СССР и Лига арабских государств (ЛАГ) также требовали отмены итогов войны и отступления Израиля, как минимум, на границы 1949 г. Основанная ЛАГ незадолго до этого Организация освобождения Палестины (ООП) отрицала, согласно своей Палестинской хартии 1968 г., право Израиля на существование.
Заявляя о праве палестинского народа на самоопределение, ООП использовала как пропаганду, так и широкую кампанию массового террора, опираясь на поддержку СССР и ЛАГ. Предложение «плана двух государств», совпадающее с требованиями этих стран, было впервые озвучено представителем ООП в Англии Саидом Хаммами в середине 1970-х гг.
В 1975 г. Генеральная Ассамблея ООН приняла постановление о создании Комитета по правам палестинского народа. В 1976 г. Комитет предоставил рекомендации, среди которых было предоставление «прав на самоопределение, национальную независимость и суверенитет» палестинского народа. Совет Безопасности обсудил рекомендации, но не смог достичь решения из-за вето США, аргументированного тем, что границы должны обсуждаться сторонами напрямую. Совет впоследствии неоднократно поднимал этот вопрос; его рекомендации были одобрены Генеральной Ассамблеей в 1976 г. и одобрялись ею в последующие годы.

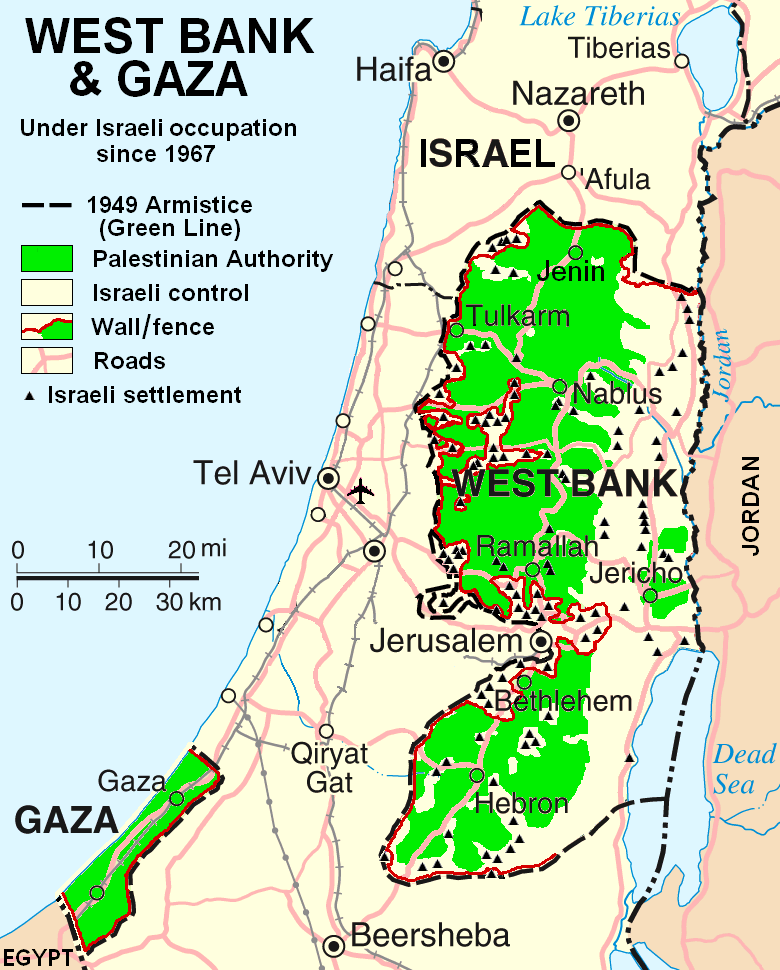
Карта Западного берега реки Иордан и Сектора Газы, 2007. Согласие о границах является главным препятствием в решении на основе двух государств.

Палестинская Декларация Независимости 1988 г. ссылалась на резолюцию ООН 1947 г., что иногда (например, Дж. Сегалом и др.) интерпретировалось как косвенное признание Израиля и поддержка принципа двух государств со стороны ООП.

## В последние годы
В 1990-е годы между ООП и Израилем велись подробные переговоры о «двух государствах», начиная с Мадридской конференции (1991). Наиболее существенными соглашениями стали Соглашения в Осло (1993—1995).
Переговоры продолжились в Кэмп-Дэвиде в 2000 г., за ними последовали переговоры в Табе в 2001 г.; те и другие завершились безрезультатно.
Возможные решения обсуждались лидерами США и Саудовской Аравии. В 2002 г. саудовский принц (в последующем — король) Абдалла предложил «Арабскую мирную инициативу», принятую ЛАГ и в основном дублирующую требования ООП.
Президент США Джордж Буш созвал конференцию в Аннаполисе (2007) по мирному урегулированию между Израилем и ПНА «с участием представителей стран, которые поддерживают решение о создании двух государств <…>, отвергают насилие, признают право Израиля на существование и привержены выполнению всех предыдущих соглашений». На конференции ПНА, Израиль и США согласились с принципом двух государств как основой для переговоров и обязались достичь мирного соглашения до конца 2008 г., чего не произошло.
В 2009 г. президент США Барак Обама в обращении в Каире к исламскому миру подтвердил приверженность Штатов принципу «двух государств».

## Израильские организации

### Израильские политические партии
После заключения соглашений в Осло почти все израильские партии когда-либо, по крайне мере формально, поддерживали план «двух государств» в том или ином виде; в частности, Ликуд (Бар-Иланская речь Нетаниягу), НДИ («План Либермана»), Авода, Ха-Тнуа, Еш Атид, Мерец, Хадаш. Однако большинство партий Израиля (умеренно правые, центристские и умеренно левые) ставят при этом ряд существенных условий, отвергнутых палестинской стороной (раздел «Препятствия и противоречия»).
Неизменно против плана «двух государств для двух народов» выступали правые еврейские партии Еврейский дом и Оцма ле-Исраэль (позже преобразованная в Оцма Йехудит). Не видя краткосрочной перспективы решения конфликта, они выступают за развитие еврейских поселений в Иудее и Самарии.
Арабский блок партий РААМ-ТААЛЬ выступал против плана «двух государств», за объединение Израиля с палестинскими территориями в «одно государство для двух народов».

### Израильские пропалестинские организации
В Израиле существуют десятки левых НКО, движений и проектов, преимущественно с зарубежным финансированием, критикующих политику Израиля и призывающих его к территориальным и политическим уступкам палестинской стороне. Некоторые из них сосредоточены на продвижении плана «двух государств для двух народов», например, движение One Voice, заявлявшее в 2009 г. об одобрении этой идеи 74 % палестинцев и 78 % израильтян (что противоречит данным многих других опросов). Также известны Шалом ахшав («Мир сейчас») и Женевская инициатива.

## Препятствия и противоречия

### Палестинский терроризм
Каждый месяц на израильтян, преимущественно на гражданских лиц, происходят сотни нападений палестинских террористов. Израиль отказался от продолжения мирного процесса в условиях террора и сотрудничества ПНА с радикальными террористическими группами, и требует от ПНА решительной борьбы с терроризмом. Как выразился Шломо Бен-Ами, «Нельзя утром отправлять солдат, чтобы они предотвратили теракты, а вечером вести переговоры с теми, кто эти теракты организует».
Однако палестинская сторона и многие её сторонники, особенно в исламском мире, считают палестинских боевиков шахидами (мучениками за веру), революционерами или партизанами, выражая им одобрение. Представители и члены ФАТХ, возглавляющей ООП и ПНА, даже после соглашений в Осло, заявляли об уничтожении Израиля как о конечной цели, совершали и финансировали теракты, одобряют террористов, используют в школах учебники, где Израиль отсутствует на карте, а его территория означена как «Палестина». Руководство ПНА поддерживает заключенных террористов и семьи «шахидов» выплатами, получившими название pay to slay (прим. пер. с англ. «плата за убийства»). В 2018 г. эти выплаты составляли 7 % от бюджета ПНА или 44 % от получаемой иностранной помощи. Палестинские дети активно вовлекаются в террористическую деятельность (вплоть до самоподрывов) с помощью образовательной системы, медиа и военизированных детских организаций.
Большинство палестинцев считают террор эффективным способом давления на Израиль. Так, по данным опроса палестинцев в 2002 г. Программой по взглядам на международную политику, нападения на израильских военных скорее поддержали (от 6 до 10 по 10-бальной шкале) 85 % опрошенных; теракты-самоубийства против гражданского населения Израиля скорее поддержали 69,5 % респондентов. При этом 63,9 % опрошенных сочли, что увечья и гибель израильских гражданских лиц сделают Израиль более склонным к компромиссам. По данным Палестинского центра исследования политики и опросов от 2021 г., если бы в ПНА проводились выборы президента, то, выбирая между главами радикального ХАМАС и более умеренного ФАТХ, 53 % голосующих палестинцев выбрали бы главу ХАМАС Исмаила Ханию, и лишь 36 % — главу ФАТХ Махмуда Аббаса. 84 % палестинцев в секторе Газа и 65 % на Западном берегу р. Иордан поддержали формирование дополнительных вооружённых групп, независимых от администрации ПНА. По опросу той же НКО в 2022 г., 59 % палестинцев сочли, что вооружённые теракты по отношению к израильским гражданам внутри «зелёной черты» соответствуют «интересам палестинцев по прекращению оккупации». Согласно опросу, проведённому среди палестинцев Газы и Западного берега с 31 октября по 7 ноября 2023 года Бирзейтским университетом, 59 % из них полностью оправдали массовую резню израильтян 7 октября; ещё около 16 % респондентов поддержали её «в определённой степени», и ещё 11 % заявили, что не осуждают её.

### Требование Израиля об отсутствии военной угрозы
Голда Меир заявляла в 1969 г.: «„палестинское государство“ между нами и Иорданией неизбежно превратится в базу, с которой будет удобно атаковать и разрушать Израиль». В своей книге «Место под солнцем» (1993) Биньямин Нетаньяху также писал о важности для безопасности Израиля его военного контроля над территориями Западного берега р. Иордан (Иудея и Самария), придающего «стратегическую глубину» израильской системе обороны. Нетаньяху заявлял о недопустимости на этих территориях враждебного военного присутствия, особенно с учётом крайне малых размеров Израиля и его формы в виде прижатой к морю полосы. Критикуя Нетаньяху, его оппонент и лидер оппозиции Ицхак Герцог, член партии Авода, повторил, однако, в 2016 г. его тезис о важности сохранения военного контроля над Западным берегом, заявив, что в обозримом будущем «ЦАХАЛ останется на всех территориях и не сдвинется с места».
Одними из главных требований Израиля, повторённых как в программной речи Биньямина Нетаньяху в 2009 г., так и в речи Яира Лапида в ООН в 2022 г., являются прекращение террора и демилитаризованность будущего Палестинского государства как гарантии мира и безопасности Израиля. Евгений Примаков называл такую демилитаризацию «полусуверенитетом». Многие палестинские политики отвергали требование демилитаризации. Согласно опросам, проведённым в 2013—2014 гг. на Западном берегу и в секторе Газа, 71 % палестинцев были против создания государства без армии, даже при наличии мощных сил безопасности и международных миротворцев на своей территории.

### Негативный опыт уступок со стороны Израиля
В основе соглашений в Осло (1993—1995 гг.) лежала концепция «территории в обмен на мир». Однако, подписав эти соглашения, Ясир Арафат не остановил палестинский терроризм и его пропаганду. Террор усилился, достигнув кульминации при Второй интифаде; несмотря на множество «жертв мира», положение Израиля после соглашений «Осло» ухудшилось.
В результате отступления Израиля из южного Ливана в 2000—2006 г., этот регион перешёл под контроль Хезболлы, вскоре спровоцировавшей Вторую ливанскую войну; теракты и провокации на северной границе Израиля стали постоянными. Надежды, возлагавшиеся на миротворцев ООН в Ливане в отношении сдерживания Хезболлы, не оправдались.
После одностороннего размежевания 2005 г., в секторе Газа на выборах победил ХАМАС, усиливший ракетные обстрелы Израиля; характерна фраза Шимона Переса после того, как одна из таких ракет ранила 69 израильских солдат: «Непонятно, почему они продолжают стрелять в нас, хотя мы отступили из сектора Газа».
В итоге, даже ряд политиков левого толка были вынуждены признать, что отступление из Газы в том виде, в котором оно было совершено в 2005 году, было ошибкой, и что, в целом, выработанная в Осло формула «два государства для двух народов» более неактуальна. Территориальные уступки привели не к прекращению террора и деэскалации арабо-израильского конфликта, а к прямо противоположному результату. В Израиле широко распространено мнение, что любое его отступление воспринимается врагами как признак слабости и сигнал для усиления террора.
Согласно опросу Института Смита в 2017 г., 72 % израильских евреев выступили против формулы «территории в обмен на мир». Её заменила продвигаемая Биньямином Нетаньяху политика «мир в обмен на мир» — постепенная нормализация Израилем отношений с арабским миром без выполнения палестинских требований, выраженная в Соглашениях Авраама (2020—2021).

### Еврейский характер Израиля и палестинские беженцы
Израиль был образован как национальное государство еврейского народа. В Декларации независимости Израиля 1948 г. слово «евреи» в различных формах употреблено 30 раз. В 2018 г. был также принят Основной закон «Израиль — национальное государство еврейского народа», закрепивший этот принцип.
Вместе с тем, одним из принципиальных требований, выдвигавшихся ООП, было и остаётся право на возвращение и получение гражданства Израиля палестинскими беженцами и всеми их потомками на основании резолюции № 194 Генассамблеи ООН от 1948 г., где в п.11 было указано: «беженцам, желающим вернуться к себе домой и жить в мире со своими соседями, следует разрешить это сделать в кратчайший возможный срок, а тем, кто не пожелают возвращаться, должна быть выплачена компенсация». В 2004 г. Ясир Арафат охарактеризовал требование права палестинских беженцев на возвращение как «божественное» повеление, заявив: «В мире нет ни одного органа, который имел бы право отказаться от права палестинских беженцев вернуться на свою родину <…> Никаких уступок, никаких переговоров не будет, и расселение [беженцев] не будет происходить [за пределами Палестины]. Каждый палестинский беженец, до единого, имеет священное право вернуться на свою родину, в Палестину, в соответствии с законными международными резолюциями и, прежде всего, резолюцией, касающейся возвращения беженцев, 194-й». В Арабской мирной инициативе ЛАГ также потребовала от Израиля «достичь справедливого решения проблемы палестинских беженцев, подлежащего согласованию на основании резолюции Генассамблеи ООН № 194».
Между тем, количество палестинских беженцев с их потомками выросло за несколько поколений с сотен тысяч до нескольких миллионов и составило в 2021 г., по оценке ООН, 5,8 млн человек. Массовое вливание потомков палестинских беженцев позволило бы, вместе с существующим арабским населением Израиля (составлявшим на 2022 г. 2 млн, то есть 21 % от всех граждан страны), радикально изменить этнический состав населения. Это означало бы конец Израиля как еврейского государства, что противоречит схеме «два государства для двух народов». Данное требование Израиль всегда отвергал как неприемлемое.

### Отрицание палестинской стороной права евреев на государство
Изначальной целью ФАТХ и ООП было уничтожение Израиля; как выражался их первый глава Ясир Арафат, «мир для нас означает уничтожение Израиля». После соглашений в Осло эти организации, возглавившие ПНА, формально признали принцип «двух государств», но часто делали противоречащие ему заявления. Так, Арафат заявлял в 1996 г.: «мы уничтожим Израиль и установим полностью арабское государство». Преемник Арафата Махмуд Аббас продолжил ту же линию, то признавая «два государства», то называя Израиль «колониальным проектом, не имеющим ничего общего с евреями»; он не убрал из устава ФАТХ требование об уничтожении Израиля и положение о вооружённой борьбе с ним. ФАТХ многократно отказывалась от мира на приемлемых для Израиля условиях и от прекращения сотрудничества с наиболее радикальными террористическими организациями, не признающими Израиль.
Существует целый ряд таких вооружённых организаций, не подчиняющихся ФАТХ, но сохраняющих с ним различную степень координации действий. ХАМАС, правящий в секторе Газа и частично финансируемый Ираном, неоднократно заявлял об уничтожении Израиля как своей конечной цели. Как выражался в 2010 г. один из его основателей Махмуд аз-Захар, «Мы требуем освобождения Западного берега и создания государства на Западном берегу и в Газе со столицей в Иерусалиме, но без признания [Израиля]. В этом ключ — не признать израильского врага ни на одном дюйме земли…». В 2008 г. и 2013 г. поступали сообщения о возможности признания ХАМАС Израиля в границах «зелёной линии», однако в итоге они не были подтверждены. Хезболла, созданная Ираном и базирующаяся в Ливане, является отдельной крупной арабской про-палестинской террористической организацией, также отрицающей право Израиля на существование. Кроме них, активен Палестинский исламский джихад (чьи позиции особенно сильны в секторе Газа, Хевроне и Дженине), НФОП, Львиное логово из Наблуса (Шхема) и многие другие вооружённые группировки.
Активисты антисионистского толка и пропалестинские группы также часто заявляют, что еврейского государства существовать не должно; для такой позиции характерен лозунг «От реки до моря, Палестина будет свободной» (пространство между Иорданом и Средиземным морем включает в себя Израиль). Так, движение BDS, заявляющее, что представляет интересы всех палестинцев в мире, отрицает решение «двух государств», призывая к бойкоту Израиля, выводу инвестиций и санкциям против него, пока Израиль не согласится на отказ от своего еврейского характера в пользу схемы «одно государство для двух народов». BDS отвергает любую форму нормализации отношений с Израилем; как высказался их основатель Омар Баргути: «Еврейское государство в Палестине, в любой форме, не может не противоречить основным правам коренного палестинского населения».
Пропалестинские группы и активисты нередко заявляют, что евреи не народ, а религия, а значит, евреи не имеют право на государство, что также отрицает схему «два государства для двух народов».
Позиция палестинских лидеров и организаций часто характеризовалась критиками как стремление «не к миру с Израилем, а к миру без Израиля». Как выразился Эхуд Барак, вернувшись с переговоров с Ясиром Арафатом в Кэмп-Дэвиде: «Мы перевернули каждый камень, но не нашли партнера на другой стороне».

### Отрицание Израилем права палестинцев на новое государство
В Израиле и среди его сторонников распространено мнение о палестинцах как о разновидности арабов, но не отдельной нации; палестинское право на самоопределение рассматривается при этом как вражеский инструмент в арабо-израильском конфликте.
Израильская сторона также указывает на то, что около 80 % площади Подмандатной Палестины, предназначавшейся, по приложению к британскому мандату, для создания «еврейского национального дома», уже отданы Британией в 1923 г. для создания арабского государства Трансиордания (с 1949 г. Иордания). Согласно этому взгляду, Иордания уже стала, таким образом, государством палестинских арабов, претендующих теперь на ещё одно государство. Как выразилась Голда Меир, «Между Средиземным морем и границами Ирака, там, где раньше была Палестина, существуют теперь два государства, одно еврейское, другое арабское, и для третьего там места нет».
В интервью 2022 г. избранный премьер-министр Израиля Биньямин Нетаньяху, глава лидирующей партии Ликуд, не отрицая существования палестинцев, скептически отозвался о схеме «двух государств для двух народов», заявив о том, что территорию, в связи с её небольшим размером, трудно разделить. Нетаньяху добавил: «Палестинцы должны иметь все полномочия управлять собой и никакой возможности угрожать Израилю, что в основном означает, что ответственность за общую безопасность остаётся за Израилем <…> хорошо, называйте это как хотите. Назовите это, я не знаю, ограниченным суверенитетом. Назовите это автономией-плюс <…> Но это реальность. И прямо сейчас, если вы спросите израильтян по всему политическому спектру, за исключением крайне левых, большинство израильтян с этим согласны».

### Статус Иерусалима
После войны за независимость 1948 г. Израиль контролировал Западный Иерусалим, а после Шестидневной войны 1967 г. присоединил к нему Восточный Иерусалим, ранее аннексированный Иорданией. В 1980 г. Кнессет принял Основной закон об Иерусалиме, объявивший Иерусалим «единой и неделимой столицей Израиля». Палестинская сторона, поддержанная ООН, требует выделить ей Восточный Иерусалим в качестве столицы будущего государства, и также указала в своём основном законе «Иерусалим является столицей Палестины». Политический статус Иерусалима осложняется тем, что для обеих сторон город и его святыни имеют особое значение. По опросу 2013 г., 74 % израильских евреев отвергли идею палестинской столицы в любой части Иерусалима; лишь 15 % поддержали идею палестинской столицы в Восточном Иерусалиме.

### Еврейское население на спорных территориях
Евреи (известные как «старый ишув») были частью населения средневековой Палестины; в Восточном Иерусалиме существовал Еврейский квартал. С конца XIX века к ним добавились евреи-сионисты («новый ишув»). В ходе войны за независимость Израиля 1948 г. Западный берег р. Иордан, включая Восточный Иерусалим, был оккупирован, а в 1950 г. аннексирован Иорданией; евреи на этих территориях были полностью изгнаны или истреблены, а их недвижимость конфискована или уничтожена. После Шестидневной войны 1967 г. и перехода Западного берега под контроль Израиля, еврейское присутствие там возобновилось. Помимо восстановления старых, началось строительство новых еврейских районов и населённых пунктов, осуждаемое ООН (резолюция СовБеза ООН № 446 от 1979 г.).
На конец 2020 г. в Восточном Иерусалиме евреи составляли 39 % от населения (около 234 тыс. человек). На западном берегу р. Иордан (территория Иудеи и Самарии) проживает, по состоянию на 2023 г., свыше 0,5 млн евреев — граждан Израиля, что составляет около 15 % от общего населения. Подавляющее большинство из них живёт в городах и поселениях, официально признанных Израилем его населёнными пунктами, меньшая часть — в нелегальных форпостах. Еврейское население проживает преимущественно на 5-6 % от спорной территории.
Считая всю эту территорию принадлежащей палестинцам, палестинская сторона при поддержке ООН, ЕС и Демократической партии США протестует против строительства новых израильских поселений, а также расширения и легализации существующих, называя такую деятельность «кражей земли», «этнической чисткой» и даже «геноцидом». ПНА отвергает одностороннюю аннексию Израилем любой части Западного берега, если таковая произойдёт не в рамках окончательной сделки. По мнению части палестинцев, израильские поселения на спорных территориях уничтожили возможность решения по формуле «два государства для двух народов», поскольку арабские и еврейские населённые пункты теперь перемешаны, что затрудняет проведение границ нового государства. Дискуссии об обмене территориями и населением плодов не принесли.

### Отсутствие у палестинцев единого легитимного лидера
У палестинцев нет единой политической власти. Около 2,17 млн палестинцев живут в секторе Газа под властью ХАМАС, не признающего право Израиля на существование. Около 2,83 млн палестинцев (не считая Восточного Иерусалима) зарегистрированы на Западном берегу (территория Иудеи и Самарии). В этой зоне правит ООП, возглавляемая ФАТХ — организацией, непопулярной среди местного арабского населения из-за её недостаточно радикальной позиции и коррупмированности, и не проводившей парламентских выборов с 2006 г. Среди палестинцев сектора Газа и Западного берега Иордана популярнее всего организации, выступающие за уничтожение Израиля (ХАМАС, Исламский джихад) и признанные Израилем, как и большей частью западного мира, террористическими. В отдельных городах Западного берега (например, Дженине) власть ФАТХ ограничена в связи с высокой популярностью в них более радикальных террористических организаций, держащих там сотни вооружённых боевиков. Примерно 0,5 млн палестинцев проживают в Ливане, без гражданства, под влиянием Хезболлы, также не признающей Израиль и подконтрольной Ирану. Ещё несколько миллионов человек, определяющих себя как палестинцы, проживают в Иордании, Сирии, Пакистане и других странах мира. Часть израильских арабов, согласно опросам, считает себя палестинцами, хотя настроены далеко не так радикально, как жители ПА.

### Разочарование обеих сторон в решении «двух государств»
Согласно опросам, проводимым Израильским институтом демократии, поддержка решения «два государства для двух народов» среди еврейского населения Израиля снижается; она составляла 47 % в 2017 г., 41 % в 2019 г., и в 2022 г. — только 32 %. Согласно опросу института «Мидгам» в 2017 г., 81 % израильских евреев высказались за сохранение израильского суверенитета над Западным берегом Иордана. По опросу Института Смита в 2017 г., 72 % израильских евреев заявили, что считают неактуальной формулу «территории в обмен на мир».
По данным опроса Палестинского центра исследования политики и опросов, в марте 2007 г. в секторе Газа и на Западном берегу р. Иордан 47,5 % палестинцев соглашались на признание Израиля, согласно требованию международного квартета; 48,3 % не соглашались на это. По опросам 2021 г., лишь 32 % палестинцев поддержали идею «двух государств для двух народов»; в 2022 г. лишь 28 % палестинцев поддержали эту идею, и 69 % высказались против неё.
Согласно опросу Исследовательского центра Пью в сентябре 2023 г., 67 % палестинцев высказались против решения «два государства для двух народов». Согласно тому же опросу, в возможность мирного сосуществования Израиля с палестинским государством верят лишь 35 % граждан Израиля (32 % евреев и 41 % израильских арабов).
Согласно опросу, проведённому Бирзейтским университетом среди палестинцев Газы и Западного берега с 31 октября по 7 ноября 2023 года, 68 % из них выступили против схемы «двух государств для двух народов». Несмотря на снижение популярности, среди палестинцев ни один из других вариантов не стал популярнее решения «двух государств».
По мнению широкого круга израильских политиков и экспертов, как правых, так и левых (за исключением крайне левых), в сложившихся условиях решение «двух государств для двух народов» является нереалистичным, не учитывающим контекст и невыполнимым.

## Международная поддержка
Несмотря на низкий уровень поддержки подхода «два государства для двух народов» среди израильтян и палестинцев, мировое сообщество по-прежнему рассматривает его в качестве основного.